# Махно Ірина Юріївна
Іри́на Ю́ріївна Махно́ (* 1994) — українська пляжна волейболістка; чемпіонка України.

## З життєпису
З 2010 року бере участь у Світовому турі FIVB разом із сестрою Інною.
2019 року сестри виграли 1-зірковий турнір у Любляні. На Чемпіонаті Європи з пляжного волейболу-2017 та Чемпіонаті Європи з пляжного волейболу-2021 роках також брали участь у чемпіонатах Європи.
У серпні 2021 року Ірина та Інна Махно вийшли у плей-оф чемпіонату Європи